# 利马特河滨河路
利马特河滨河路（德語：Limmatquai）是瑞士苏黎世的一个行人专用区，以利马特河命名。它曾经是道路和公共交通的结点之一。今天，利马得河畔街是1881年1887年间建成的湖畔长廊（Seeuferanlage）向南的延伸部分，苏黎世市老城区最著名的旅游景点之一。

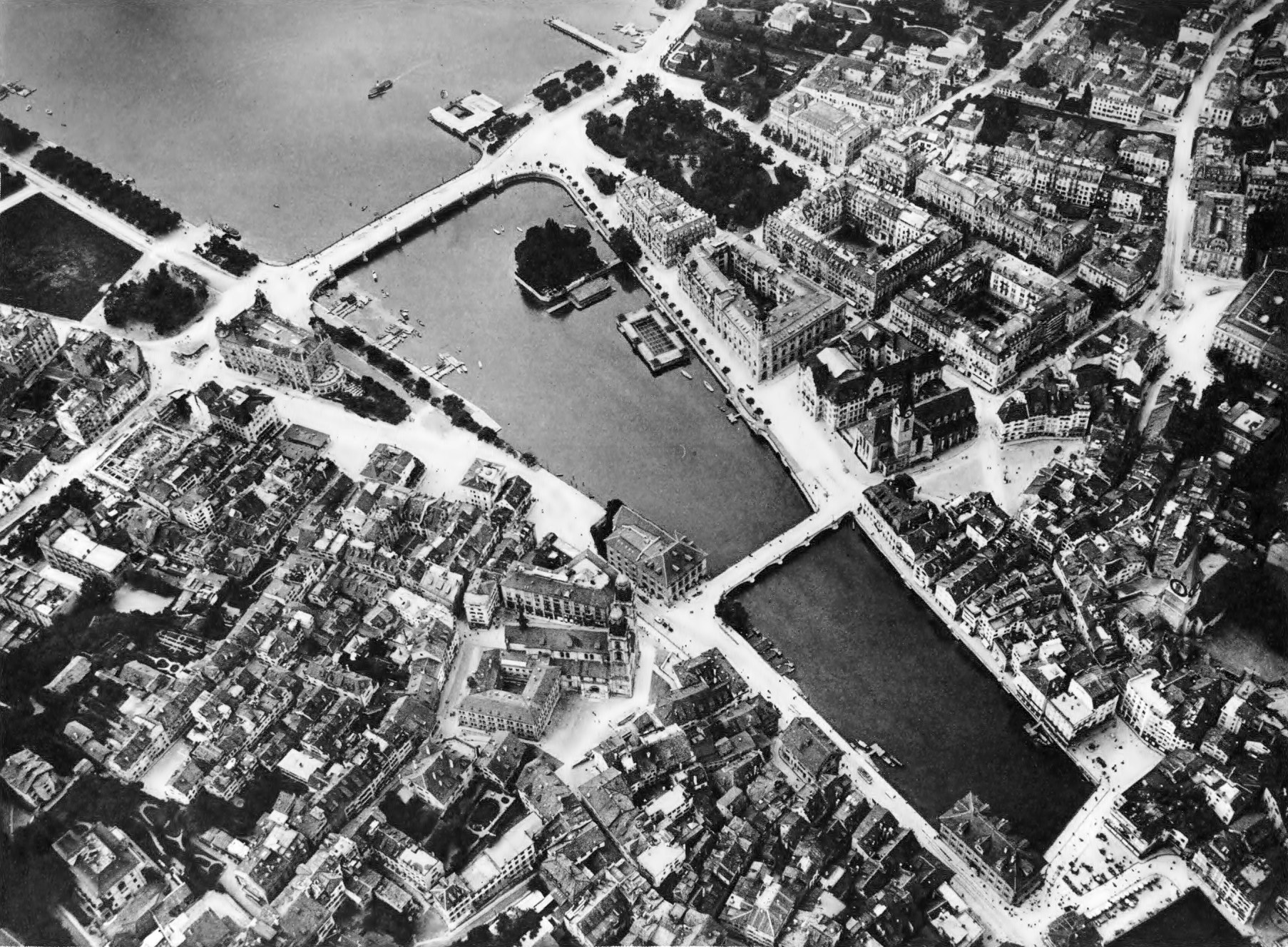
利马特河滨河路：贝尔维尤广场（Bellevueplatz）和布克利广场，库埃桥（Quaibrücke）和大教堂桥，市政厅桥–葡萄酒广场

## 地理
利马特河滨河路包括苏黎世的中世纪城镇的历史核心，沿利马特河右岸（东岸）延伸约1（0.6英里）,经过大教堂桥、市政厅桥，其南端是码头桥（Quaibrücke）和贝尔维尤广场（Bellevueplatz），利马特河在那里从苏黎世湖流出，北端为中央广场。

## 景点
在右岸有苏黎世大教堂和普雷迪格教堂，左岸有圣母大教堂和圣彼得教堂，以及从前在岛上的水教堂。还有中世纪遗留的众多建筑，以及博物馆，和苏黎世市政厅, 市议会和苏黎世州议会的所在地. 利马特河滨河路是主要景点之一，有许多商店、咖啡馆和餐厅。